# 谭文瑞
谭文瑞（1922年9月—2014年7月29日），男，广东新会人，中华人民共和国新闻工作者。

## 生平
1945年7月，毕业于成都燕京大学新闻系，后在西安美国新闻处、北京美国新闻处任翻译。1946年1月，任天津大公报编辑。1948年2月，在香港大公报任编辑。1950年5月，担任任人民日报社国际部编辑、副主任。1980年5月，先后任人民日报社副总编辑、总编辑。1989年六四事件后因同情学生被撤职。1995年8月离休。2014年去世。